# Phragmipedium tetzlaffianum
Phragmipedium tetzlaffianum là một loài lan đặc hữu của Venezuela.